# Förgård (anatomi)

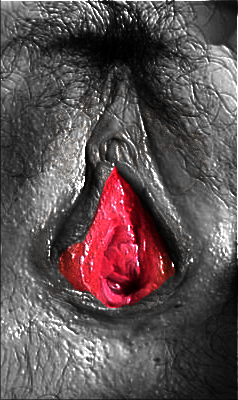
Vulvans förgård i färg, övriga delar i svartvitt.

Förgården (vestibulum vaginae) är den del av kvinnans yttre könsorgan där urinrör, slida och diverse vestibulära körtlar utmynnar, och omgärdas av de inre blygdläpparna.

## Källförteckning
1. ↑  Keith L. Moore. Clinically Oriented Anatomy. Williams & Wilkins, 1992.
2. ↑  Heinz Feneis. Anatomisk bildordbok. Liber utbildning, 1993.